# Ийе
Ийе (чув. Ийĕ, тат. Ия, İyä, туркм. Eýe, баш. Ия) — в  тюркских традиционных верованиях духи-хозяева природных и культурных объектов (гор, лесов, полей, водных источников, бань, мельниц, хлевов, заброшенных домов и др.); бывают добрые (создания Тура) и злые (создания Шуйттана); представляются чаще всего в человеческом облике — как в виде мужчин, так и в виде женщин, внешность в большинстве случаев описывается словами «слепой», «косоглазый», «трёхглазый», «толстый» и т. д.

## История
Представления об Ийя относятся к древнейшим анимистическим верованиям в народе. Вера в Ийе восходит к мифологии древних тюрок.
В поздней традиции Ийе считались не столько оберегающими места своего обитания персонажами, сколько духами, насылающими болезни (худосочие, изнеможение, паралич) на людей (в основном детей) и на скот (чув. карта́ Ийĕ).
Поверья об Ийя сохранились до наших дней.
Представления о духах-хозяевах есть в мифологиях и других народов.

## Характеристика
Ийя подразделяются на следующие:
Ия воды — дух-хозяин воды. Представляется седоволосым старцем в длинном белом одеянии, опирается на волшебный посох. Ежедневно Хыу Ийя проверяет свои владения, вечером выходит на берег, может утащить под воду человека, иногда предупреждая об опасности. Непочтительное отношение к нему (загрязнение воды и др.) приводит к несчастьям.
При первом посещении источника воды, например, невестой во время свадебных обрядов, обычно делали ему подношение. Считалось, что гнев Хыу Ийя является причиной наводнения.
Во власти Су ийясе находится и дождь. Сбрасывание людей в воду во время молений о дожде — имитация существовавшего ритуала жертвоприношения Су эйя. Духи водной стихии наделялись пристрастием к лошадям (считались порождением воды — культ Коня), катались на них по ночам, заплетали им гриву.
Мать — Вода — женщина с длинными волосами, и Водяной Девушки. Считалось, что водяная красавица в полночь или перед рассветом выходит на берег реки или озера в одежде из блестящей чешуи и расчёсывает золотым гребнем свои золотистые волосы. Представления о ней есть в эпосах «Акбузат», «Заятуляк менэн Хыухылу».
Ийя гор — дух-хозяин горы. Является людям в облике старика, иногда принимает зооморфные черты.
На горе запрещается шуметь, ругаться, ломать без надобности деревья, чтобы не вызывать у Тау Э. гнев, который выражается ураганом. Существует обычай оставлять в дар Тау Ийя монеты на камнях, привязывать разноцветные лоскутки, бусы на деревья, растущие по склонам гор.
Ийя пещеры — дух-хозяин пещеры. Обычно незрим, но, оказавшись вблизи пещеры, можно услышать его голос. Людям представляется в облике птицы, лисы, змеи и др., избранным — всадника на Акбузате.
Йорт ийясе — дух-хозяин дома, двора и домашнего хозяйства. Предстаёт в виде седовласого старца, может перевоплощаться в разных животных (телёнка, собаку, змею). Являясь к человеку в облике соседа, родственника, умерших отца или деда, предвещает добро или несчастье.
Йорт Ийя относится к духам-покровителям, чья благосклонность оберегает человека и его семью от несчастий, болезней, злых духов, порчи и т. д. В старину у Йорт Ийя просили помощи, когда у женщины затягивались роды. Предполагаемые места обитания Йорт Ийя — печь, подпол, потолок, углы дома, порог, конюшня, сеновал. Человек должен поддерживать в доме уют и спокойствие, выражать своё уважительное отношение к Йорт Ийя посредством обрядов, иначе дух может уйти и обитатели дома лишатся кот (ҡот) — жизненного благополучия, счастья, удачи в делах, достатка. При переезде в новый дом совершали специальный обряд переселения Йорт Ийя (хужалар саҡырыу).
Ийя двора — хозяин скотного двора. Считалось, что Кэртэ Ийя обитает на сеновале, в конюшне и т. д. Представляется в образе старика с накинутой на плечи овечьей шкурой.
По поверьям, его появление обычно служит добрым предзнаменованием. Кэртэ Ийя предупреждает хозяев о появлении приплода у скота, проникновении во двор воров, возникновении пожара и др. Во избежание его гнева запрещалось бить животных, считалось, что это грозит ударившему параличом конечностей, а также продавать старых животных. За это Кэртэ Ийя мог в отместку истребить весь скот.
Ийя скота, Ийя лошади — покровитель скота.
Ийя бани — дух-хозяин бани. Является в виде небольшого пламени, облачка или сгустка дыма. Появляются из потухшей печи и по полу выскальзывают из бани. Любит проказничать: дёргает за ноги моющегося человека, цепляется за веник и др. Наделение подобными свойствами превратило Мунса Ийя в злого духа, а баня стала восприниматься как пристанище нечистой силы (запрещается мыться после полуночи и др.).
Чуваши верили, что Ийе не только творит зло, но также заботится о хозяйстве, в котором оно живёт: приумножает скот, хранит дом от огня, покровительствует пчеловодству, заботится о торговых оборотах и так далее.
Соблюдались обычаи, обряды для предохранения от встреч с Ийе и защиты от него. В качестве оберега использовались рябиновые прутья; бытовал обряд «избивания» больного прутиком шиповника, чтобы отпугнуть Ийе. В жертву ему приносили фигурки из сырого теста в форме человека и животных, печёные хлебные изделия. Во время любого домашнего застолья чуваши бросали на печку для Ийе кусочки хлеба, блинов и др.